# Gehyra pseudopunctata
Gehyra pseudopunctata (південно-кімберлійська плямиста дтелла) — вид геконоподібних ящірок родини геконових (Gekkonidae). Ендемік Австралії. Описаний у 2018 році.

## Поширення і екологія
Південно-кімберлійські дтелли мешкають на півдні регіону Кімберлі у Західній Австралії. Вони живуть пісковикових і гранітних валунів і скель.